# Strzelin (gmina)
Strzelin est une gmina mixte du powiat de Strzelin, Basse-Silésie, dans le sud-ouest de la Pologne. Son siège est la ville de Strzelin, qui se situe environ 39 km au sud de la capitale régionale Wrocław.
La gmina couvre une superficie de 171,69 km2 pour une population de 21 656 habitants.

## Géographie
La gmina est bordée par les gminy de Borów, Ciepłowody, Jordanów Śląski, Łagiewniki, Niemcza et Strzelin.